# Budăi, Bârzula
Budăi de asemenea și Budei (în ucraineană Будеі) este un sat în comuna Codâma din raionul Bârzula, regiunea Odesa, Ucraina.

## Demografie
Componența lingvistică a comunei Budăi
     Ucraineană (96,85%)
     Rusă (2,4%)
     Alte limbi (0,59%)
Conform recensământului din 2001, majoritatea populației comunei Budăi era vorbitoare de ucraineană (96,85%), existând în minoritate și vorbitori de rusă (2,4%).